# Sainte-Blandine (Deux-Sèvres)
Sainte-Blandine è un comune francese di 689 abitanti situato nel dipartimento delle Deux-Sèvres nella regione della Nuova Aquitania.

## Società

### Evoluzione demografica
Abitanti censiti